# Gonzalo Parisi
Gonzalo Alberto Parisi (General Pico, 13 de mayo de 1985) es un futbolista argentino que juega en la posición de delantero. Su actual equipo es  Gutiérrez SC, club del Torneo Federal A.

## Trayectoria
En 2005 debuta en la primera de Sacachispas FC donde jugaría hasta mediados de 2006. 

Luego pasaría a jugar en el Club Jorge Newbery de Ucacha, Córdoba, allí tuvo una temporada excelente siendo el goleador del equipo. En 2007 pasó al Club Talleres de Etruria, Córdoba.

En mitad del año 2007 se fue a  Olimpo de Laborde, Córdoba. 

En 2008 se iría a jugar a Venezuela al club Zamora Fútbol Club haciendo 5 goles.

En 2009 vuelve a la Argentina y ficha por Desamparados de San Juan donde jugaría una temporada logrando hacer 16 goles.

Luego iría al Club Atlético Platense donde hizo 4 goles.

En 2011 deja Platense para ir a jugar por primera vez en su carrera, a Deportivo Maipú y logra la suma de 8 goles en 15 partidos. 

A mediados de 2011 luego de recibir una propuesta para ir a jugar a la Primera B Nacional ficha, por segunda vez en su trayectoria, con Desamparados de San Juan. 

En agosto de 2012, al descender con su anterior club, decide firmar para Guillermo Brown de Puerto Madryn, club en el que permanece por un año.

A mediados de 2013 firma contrato con San Martín de Tucumán para jugar la temporada 2014 en el Argentino A, club en el que permanece seis meses.

Luego lleva sus goles nuevamente a Deportivo Maipú para jugar la segunda mitad del Argentino A 2013/2014, donde juega durante seis meses.

A mediados de 2014 es fichado por Club Atlético Mitre de la provincia de Santiago del Estero, en la participación del torneo de transición del Torneo Federal A.

A principio de 2016, Gonzalo Parisi, firma con el Club Deportivo Español para volver a jugar el torneo de la Primera B Metropolitana.

A mediados de 2016 sella su tercer ciclo con el  Club Deportivo Maipú, en el cual nuevamente tiene una destaca actuación por dos temporadas, hasta mediados de 2018.

Allí fue contratado por Estudiantes de Río Cuarto, con el fin de lograr el ascenso a la Primera B Nacional, objetivo que logró, no obstante lo cual dejó el club al final del campeonato.

A mediados de 2019 el "Toro" llevó sus goles a su La Pampa natal, para jugar en Ferro de Pico el Torneo Federal A 2019 - 2020

En 2020 es incorporado por el Camioneros, en el cual se desempeñó hasta el primer semestre de 2021.

En el segundo semestre de 2021, fue fichado por cuarta vez en su carrera por Deportivo Maipú

El 4 de febrero de 2022, encontrándose en libertad de acción, se anunció su contratación por Unió Esportiva Sant Julià, club de la Primera División de Andorra

## Clubes
| Club                              | País      | Año       | Goles |
| --------------------------------- | --------- | --------- | ----- |
| Sacachispas FC                    | Argentina | 2005-2006 | 1     |
| Jorge Newbery de Ucacha           | Argentina | 2006-2007 | 16    |
| Talleres de Etruria               | Argentina | 2007      |       |
| Olimpo de Laborde                 | Argentina | 2007-2008 |       |
| Zamora FC                         | Venezuela | 2008-2009 | 5     |
| Desamparados (SJ)                 | Argentina | 2009-2010 | 16    |
| Platense                          | Argentina | 2010-2011 | 4     |
| Deportivo Maipú                   | Argentina | 2011      | 8     |
| Desamparados (SJ)                 | Argentina | 2011-2012 | 1     |
| Guillermo Brown (PM)              | Argentina | 2012-2013 | 12    |
| San Martín de Tucumán             | Argentina | 2013      | 0     |
| Deportivo Maipú                   | Argentina | 2014      | 6     |
| Club Atlético Mitre (SdE)         | Argentina | 2014      | 2     |
| Deportivo Español                 | Argentina | 2015-2016 | 3     |
| Deportivo Maipú                   | Argentina | 2016-2018 | 1     |
| Asociación Atlética Estudiantes   | Argentina | 2018-2019 |       |
| Ferro Carril Oeste (General Pico) | Argentina | 2019-2020 |       |
| Deportivo Camioneros              | Argentina | 2020-2021 |       |
| Deportivo Maipú                   | Argentina | 2021      |       |
| Unió Esportiva Sant Julià         | Andorra   | 2022      |       |
| Gutiérrez Sport Club              | Argentina | 2023      |       |